# Намир
Намир (на арабски: نمر) е село в Южна Сирия, административно част от мухафаза Дараа. При преброяването от 2004 г., проведено от Централното статистическо бюро, Намир има население от 7 941 души.

## География
Намир се намира в Нукра, широката равнина на южния Авран. Намира се на юг от Акраба и ал-Хара и на север от Науа. Намира се близо до южното подножие на Тел ал-Хара (най-високото възвишение в равнините Авран), източно от потока Нахр ал-Алан и на запад от вулканичното поле Ладжат.

## История
Намир, според библейските разкази, където е наречен Нимре или Бет Нимра, е укрепен център, разположен сред пасища за овце и заобиколен от ливади. Тези разкази твърдят, че е бил унищожен при конфликт през XIII век пр. н. е. и след това реконструиран през 1230 г. пр. н. е. от внук на Яков.
Селото е поставено от историка от X век ал-Масуди на няколко км на север от Джабия и Науа в областта Джавлан (Голанските възвишения). Намир е използван от зенгидския емир Нур ал-Дин като военен лагер за военните му кампании в Египет през 1168 и 1170 г.

### Османски период
През 1596 г. Намир се появява под името Намар в османските дефтери, намирайки се в нахия Джайдур в санджак Хауран. Има изцяло мюсюлманско население, състоящо се от 36 домакинства и 20 ергени. Селяните плащат данък от 25% върху селскостопански продукти, като пшеница, ечемик, летни култури, кози и кошери; общо 16 140 акчета.